# Танцевальная академия (телесериал)
Танцевальная академия (англ. Dance Academy, 2010) — молодёжный сериал-драма (3 сезона), снятый австралийской телекомпанией Werner Film Productions для телеканалов ABC (Австралия) и ZDF (Германия).

## Сюжет

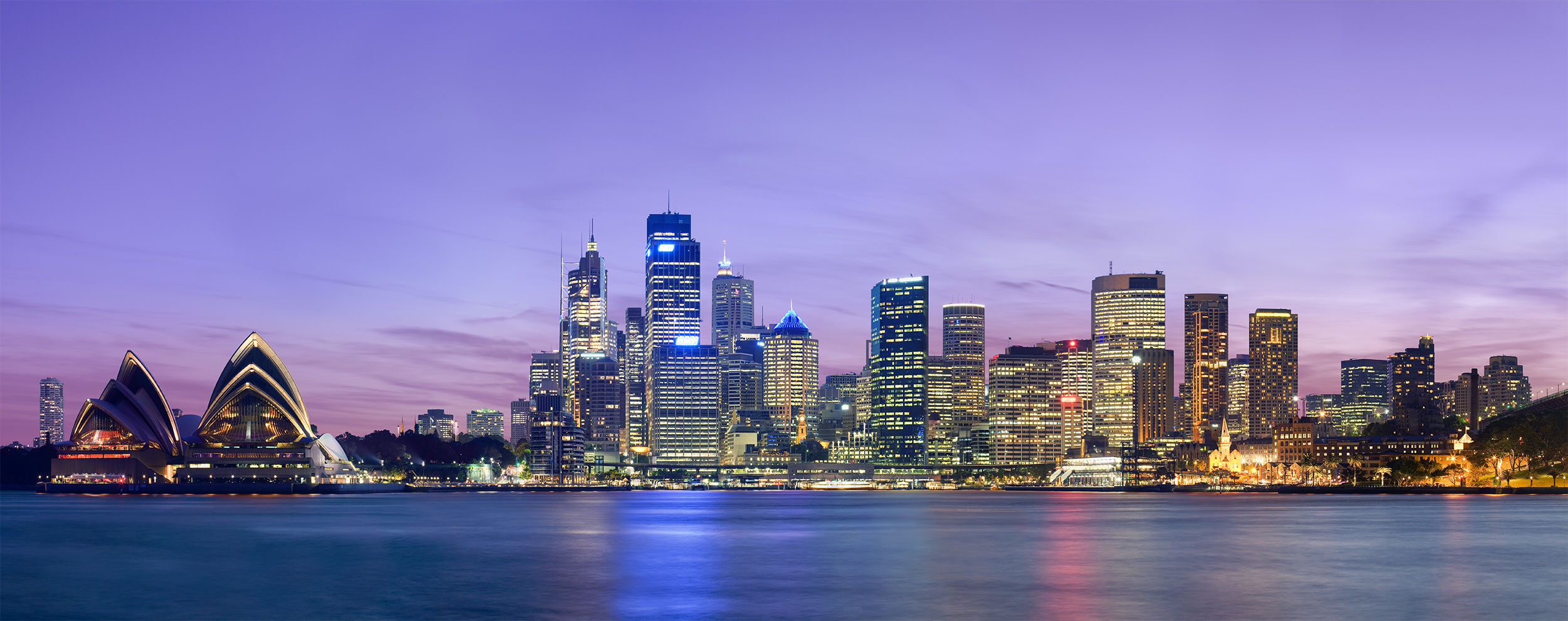
Ночной Сидней

Главной героине фильма, пятнадцатилетней Таре (Ксения Гудвин), четырём первокурсникам: Эбигейл (Дена Каплан), Кэт (Алисия Бэнит), Сэмми (Том Грин), Кристиану (Джордан Родригес) и третьекурснику Итану (Тим Пакок) — посчастливилось пройти конкурсный отбор в лучшую танцевальную школу Австралии — Национальную Академию танца в Сиднее. Это симпатичные, способные и амбициозные подростки, готовые посвятить свою жизнь искусству балета. Всего лишь через год интенсивных занятий у станка и в танцевальных классах им предстоит показать, чего стоят их таланты. Кто из ребят сможет добиться успеха, кто сумеет поймать птицу удачи за хвост?
Тара Вебстер (англ. Tara Webster), вокруг которой разворачиваются события сериала, — нежная, романтически настроенная юная особа, влюблённая в балет. Неудивительно, что телефильм — добрый, искренний, создаёт светлое настроение и подходит для семейного просмотра. К достоинствам картины можно отнести очень живописный зрительный ряд: здесь и сельские пейзажи Австралии, в окружении которых прошло детство Тары, и танцевальные эпизоды (балет, хип-хоп), и, наконец, впечатляющие виды ночного Сиднея с его светящимися небоскрёбами, океаническим побережьем и знаменитым оперным театром, «лепестки» которого стали одним из символов современной Австралии. Звуковой ряд фильма не уступает живописному: так, при просмотре первой серии зрители внимают и музыке Игоря Стравинского из балета «Жар-птица», и современным танцевальным ритмам. Музыка создаёт романтическое настроение, созвучное мироощущению очаровательной юной девушки, у которой впереди вся жизнь.

## Выход телесериала

### Первый сезон
Подбор актёров для первого сезона сериала происходил с начала 2009 года в Брисбене, Мельбурне и Сиднее. Все претенденты должны были иметь практические навыки актёрской игры и танца, отвечая требованиям лучших хореографов Австралии. Съёмки продолжались с 13 июля до начала ноября 2009 года. В Австралии премьера первой серии телефильма, запланированная на середину 2010 года (канал ABC3), состоялась 31 мая (ABC1) и 6 июня (ABC3), а в Германии — 26 сентября 2010 года (ZDF). 

### Второй сезон
Официальное решение о съёмках второго сезона телефильма было принято компаниями ABC и ZDF 2 июля 2010 года. Подбор актёров начался 14 сентября. Основные съёмочные работы производились в Сиднее с 31 января по 4 августа 2011 года. Было отснято 26 серий. Премьерный показ состоялся 12 марта 2012 года на канале ABC3 и продолжался до 24 апреля; сериал выходил в телеэфир еженедельно, с понедельника по четверг.

### Третий сезон
27 августа 2012 года начались съёмки третьего сезона сериала. ТВ-показ запланирован на октябрь 2013 года.

## В ролях
| Актёр                                        | Роль |
| -------------------------------------------- | --- |
| Ксения Гудвин                                | Тара Уэбстер (1-3 сезоны) — главная героиня. Жила в деревне и надеялась стать балериной. Вначале была худшей в классе, но затем всё изменилось. Она подружилась с Кэт и Сэмм, была в ссоре с Эбигейл. Сразу же полюбила Итана, из-за чего немного злила Кэт. В конце 1 сезона она и Итан начинают встречаться, после того, как парень начинает обращать на неё внимание. Во 2 сезоне начинает встречаться с Кристианом и мирится с Эбигейл. |
| Алисия Бэнит (англ. Alicia Banit)            | Кэт Карамаков (1-3 сезоны) — лучшая подруга Тары, хотя вначале она довольно жестоко пошутила с ней. Её бесит её мать, которая является знаменитой балериной и её брат, на которого западают все её подруги. Вначале её поселили в комнату с Сэмм, из-за чего они начинают дружить. |
| Дена Каплан (англ. Dena Kaplan)              | Эбигейл Армстронг (1-3 сезоны) — бывшая лучшая подруга Кэт, а затем и подруга Тары, до того момента, как подставила её. Она делает рассылку файла, где Сэмми и Тара составляют плюсы и минусы любви Тары к Итану. Затем она мирится с Тарой и начинает отвечать на чувства Сэмм. |
| Том Грин (англ. Tom Green)                   | Сэмми Либерман (1-2 сезоны) — лучший друг Кэт и Тары. У него была девушка Мия, девочки считали, что он её выдумал. Ссорится с Мией, из-за того, что начинает проявлять чувства к Эбигейл. Его отец хочет забрать сына из академии танцев, т.к. хочет сделать из него врача. Сближается с Кристианом и думает что влюбился в него. Потом всё же понимает, что любит Эбигейл. В конце 2 сезона попадает под машину и погибает.                |
| Джордан Родригес (англ. Jordan Rodrigues)    | Кристиан Рид (1-3 сезоны) — немного замкнутый парень. Его мать погибла, а брат больше не хочет вытаскивать его из передряг. Подружился с Итаном и Сэмм. Во втором сезоне становится парнем Тары. |
| Тим Пакок (англ. Tim Pocock)                 | Итан Карамаков, сводный брат Кэт (1-3 сезоны) — в него влюблены все девчонки в академии и Тара одна из них. Вначале не замечает девушку, но потом, после того как пошли слухи про Тару и другого парня, начинает её ревновать. |
| Тара Морис (англ. Tara Morice)               | мисс Рэйн, балетный педагог (1-3 сезоны) |
| Томас Лэйси (англ. Thomas Lacey)             | Бен Тикл (2 сезон) |
| Иззи Дюрант                                  | Грейс Уитни (2 сезон) |
| Кинан Лонсдейл                               | Олли (2 сезон) |
| Кариба Хейн                                  | Изабель (1 сезон) — подруга Итана |
| Питер О’Брайан (англ. Peter O'Brien (actor)) | Себастьян Карамаков, режиссёр балета (1-2 сезоны) |

## Съёмочная группа
Режиссёры
- Иэн Уотсон (англ. Ian Watson)
- Чери Ноулан (англ. Cherie Nowlan)
- Джеффри Уокер (англ. Jeffrey Walker)
- Иэн Гилмор (англ. Ian Gilmour)
- Дэниэл Неттхейм (англ. Daniel Nettheim)
- Катриона Мак-Кензи (англ. Catriona McKenzie)
- Линн-Мари Дэнзи (англ. Lynn-Maree Danzey)
- Майкл Джеймс Роулэнд (англ. Michael James Rowland)
- Бен Чессель (англ. Ben Chessell)

Оператор
- Мартин Мак-Грат (англ. Martin McGrath)[1]

## Над фильмом работали
Продюсеры
- Джоанна Вернер (англ. Joanna Werner)[1]
- Бернадетт О'Махони (англ. Bernadette O'Mahony)[1]

Сценаристы
- Саманта Штраус (англ. Samantha Strauss)
- Джоанна Вернер (англ. Joanna Werner)
- Грег Уотерс (англ. Greg Waters)
- Дэвид Хэннем (англ. David Hannam)
- Лиз Доран (англ. Liz Doran)
- Сара Ламберт (англ. Sarah Lambert)
- Алисия Уолш (англ. Alicia Walsh)
- Сэм Кэрролл (англ. Sam Carroll)
- Эмили Балу (англ. Emily Ballou)
- Кирсти Фишер (англ. Kirsty Fisher)
- Джош Мэплстон (англ. Josh Mapleston)
- Кит Томпсон (англ. Keith Thompson)

Композитор
- Брайони Маркс (англ. Bryony Marks)[1]

## Награды

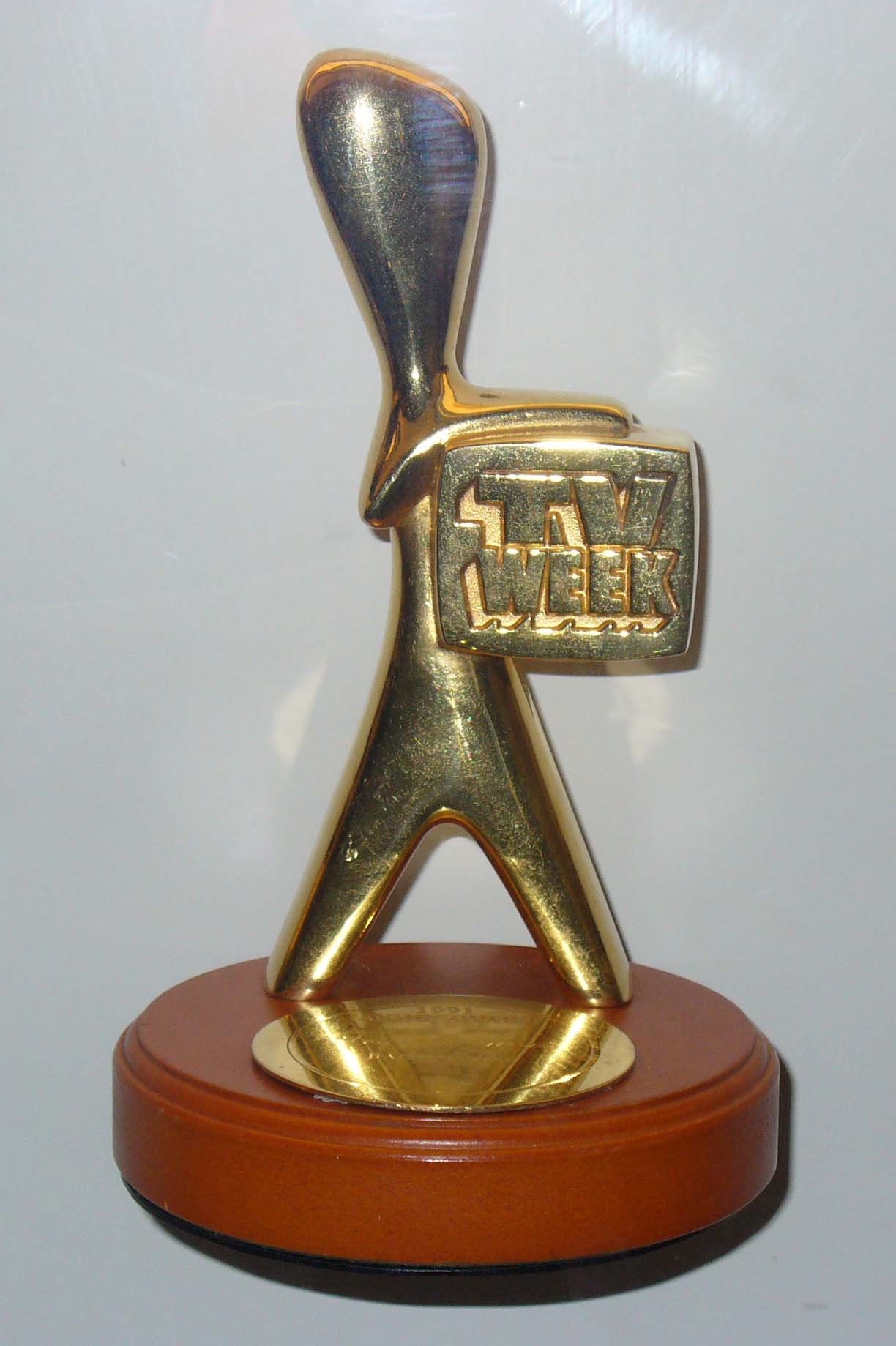
Статуэтка «Логи»

- В 2011 году телесериал был удостоен австралийской телевизионной премии «Логи» (англ. Logie Award) в номинации «Лучший телепроект для детей»[12].
- В 2013 году телесериал также был удостоен австралийской телевизионной премии «Логи» (англ. Logie Award) в номинации «Лучший телепроект для детей»[12].